# Gabriel de Voyer de Paulmy d'Argenson
Gabriel de Voyer de Paulmy d'Argenson (né à Tours vers 1611, mort à Rodez le 11 octobre 1682), ecclésiastique, fut évêque de Rodez de 1666 à 1682.

## Biographie
Gabriel de Voyer nait à Tours ; issu de la famille de Voyer de Paulmy d'Argenson, il est le fils de Louis († 1651), seigneur de Paulmy et bailli de Touraine et de Françoise de Larcé ; il est cousin issu de germain de René de Voyer de Paulmy d'Argenson. 
Désigné comme évêque de Rodez en 1666 après le retrait de Louis Abelly, il est confirmé le 7 février 1667 et consacré le 8 mai dans l'église Saint-Louis des Jésuites de Paris par l'archevêque Hardouin de Péréfixe de Beaumont. Il meurt à Rodez le 11 octobre 1682.